# Arnulf av Löwen
Arnulf av Löwen, (Arnulf de Louvain ) född omkring år 1200, död år 1250, var författare och abbot i cistercienserklostret i Villers-la-Ville, Belgien. 
I sin diktning är han en typisk representant för sin tid, då man i måleri, skulptur, gudstjänstliv och diktning särskilt betonade den törnekrönte, korsfäste och lidande Frälsaren. I en längre hymncykel, som omfattar sju delar, besjunger han i tur och ordning Jesu sargade fötter, knän, händer, sida, bröst och hjärta samt slutligen hans ansikte eller huvud. En tid antog man att Bernhard av Clairvaux skrivit den, men redan 1882 hade en fransk hymnolog visat att så inte kunde vara fallet. Några årtionden senare fann en annan fransk hymnolog diktverket i Bryssel i en handskrift från 1320 och med tydlig uppgift att Arnulf av Löwen var dess författare.

## Psalmer
- Nu törnekronan sårar
- O huvud, blodigt, sårat (1986 nr 144) skriven före 1250 Finns på Wikisource.

Danska översättningar:
- Hil dig, Frelser og Forsoner översatt av Nikolaj Frederik Severin Grundtvig 1837
- Jesus, jeg dit kors vil holde översatt av Hans Adolph Brorson 1735.
- O hoved, højt forhånet översatt av Frederik Rostgaard 1738.